# Miconia castaneiflora
Miconia castaneiflora är en tvåhjärtbladig växtart som beskrevs av Charles Victor Naudin. Miconia castaneiflora ingår i släktet Miconia och familjen Melastomataceae. Inga underarter finns listade i Catalogue of Life.